# Jaskółka Śląska

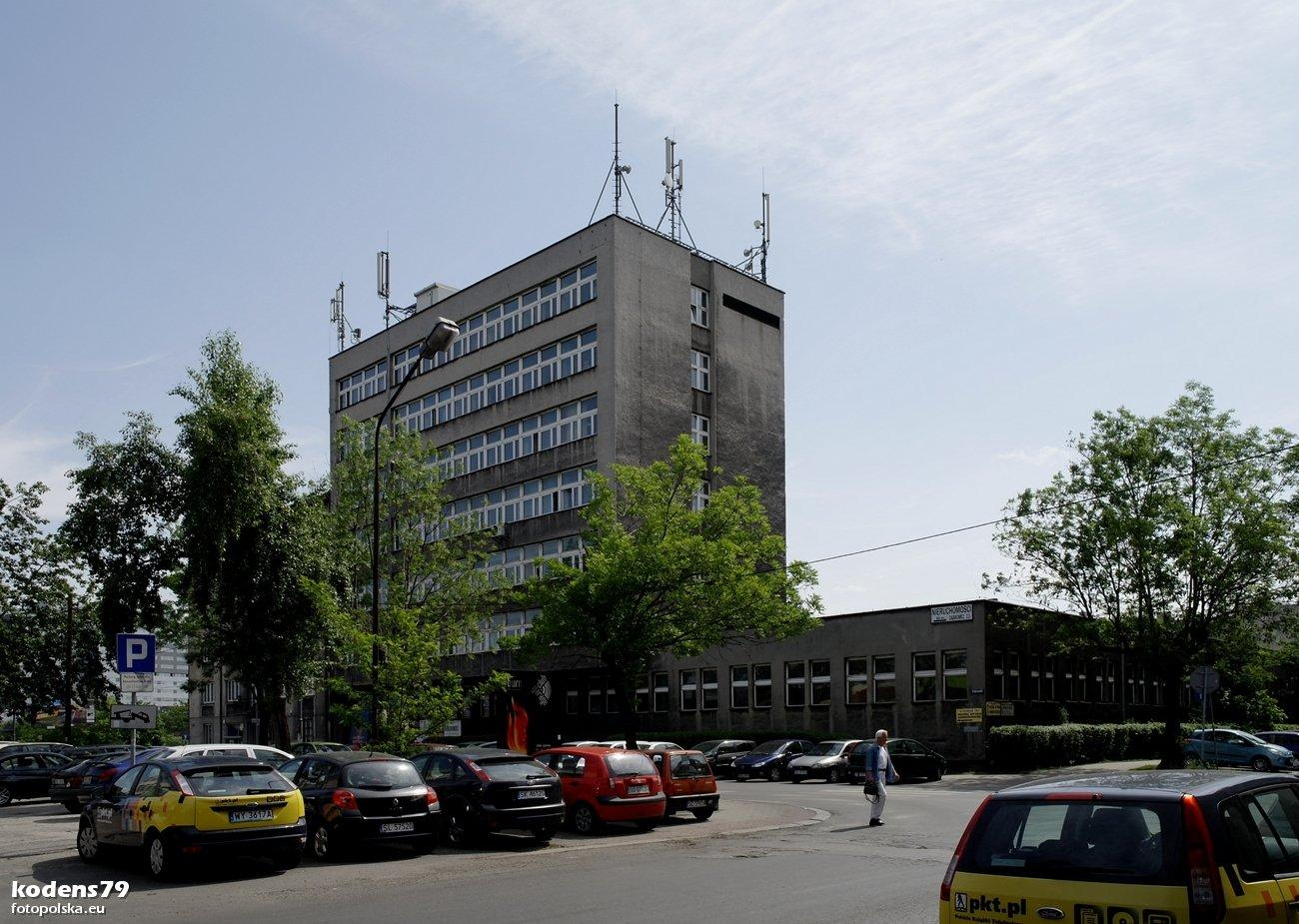
Siedziba redakcji w 2012 roku

Jaskółka Śląska (Ślōnskŏ Szwalbka, Schlesische Schwalbe, Slezská Vlaštovka, Silesian Swallow) – czasopismo wydawane przez Ruch Autonomii Śląska. Miesięcznik dwunastostronicowy formatu A3, kolorowy, zamieszcza artykuły w języku polskim i etnolekcie śląskim; nr ISSN 1232-8383.
Ukazuje się od 1991 z krótkimi przerwami. W latach 1995–1998 redaktorem pisma był Rudolf Kołodziejczyk, a redakcja mieściła się w Rybniku. W latach 1999–2000 „Jaskółkę” opracowuje Kolegium Redakcyjne. W latach 2001–2003 redaktorem naczelnym zostaje Tadeusz B. Hadaś. W tych latach do wydawania „Jaskółki Śląskiej” w znaczny sposób przyczyniał się Roman Boino z Miasteczka Śląskiego. W latach 2003–2004 "Jaskółkę" znowu redaguje Kolegium; nie ma redaktora naczelnego, ale opiekę nad pismem przejmuje Roman Boino. Na początku 2004 roku opiekunem pisma zostaje Andrzej Roczniok.
W lipcu 2004 roku pismo przejmują Marek Marcisz oraz współtwórca Arkadiusz Faruga, którzy przenoszą redakcję do Chorzowa. W kwietniu 2007 funkcja redaktora naczelnego powierzona zostaje Marcinowi Melonowi. Zmienia się na obecny format czasopisma oraz szata graficzna. Nakład podniesiony zostaje do trzech tysięcy egzemplarzy. Grupą docelową stają się odbiorcy uniwersalni, a nie tylko członkowie RAŚ. Rozbudowana zostaje sieć punktów kolportażu. W roku 2010 redaktorem naczelnym zostaje Dariusz Dyrda. Pierwszy w historii zawodowy dziennikarz i doświadczony redaktor wprowadza kolejne zmiany, mające na celu uczynienie z Jaskółki nowoczesnego miesięcznika. Od grudnia 2011 r. obowiązki redaktora naczelnego przejmuje Monika Kassner. Od kwietnia 2012 r. gazeta ma nowy layout, jest wydawana w ilości 5 tys. egzemplarzy. W 2013 roku następuje stopniowe zwiększenie nakładu: w lutym 8 tys., w marcu 10 tys., w kwietniu i maju 12 tys., w czerwcu 14 tys., a od września 16 tys. egzemplarzy.
Prenumerata czasopisma sięga kilkuset egzemplarzy i obejmuje obszar woj. śląskiego, opolskiego, małopolskiego. „Jaskółka” dociera również do Ślązaków mieszkających w Niemczech, Czechach i Teksasie.
Obecnie Jaskółka Śląska podzielona jest na 5 głównych działów tematycznych:
1. Aktualności z regionu – najważniejsze sprawy związane z Górnym Śląskiem,
2. Śląskie sprawy – publicystyka poruszająca bieżące sprawy związane z regionem
3. Sport
4. Górnośląskie Dziedzictwo
5. Ślůnsko Godka – kodyfikacja mowy śląskiej.

Jaskółka utrzymuje kontakty z następującymi publicystami: Rafał Adamus, Marek Czaja, Piotr Długosz, Jerzy Gorzelik, Piotr Kalinowski, Michał Kieś, Jan Kołodziej, Marian Kulik, Adam Lehnort, Kazimierz Martyn, Adam Papierniok, Karol Sikora, Norbert Slenzok, Aleksandra Smolak, Marek Smuda, Leon Swaczyna, Mariusz Wons.
Logiem czasopisma jest Jaskółka – symbol nadziei, dobrobytu i szczęścia.